# 足払い
足払いまたは、足払（あしばらい）とは、柔道等の格闘技で掛ける技である。

## 概要
相手の足首の辺りを自分の足か手（腕）で払って、投げ倒す技である。足払いへの返し技としては柔道の燕返がある。他には柔道では見られないが、相手の手による足払いに対し、自分の手による足払いで掛け返す技がある。これは柔道でなくても、一旦、上半身を下げなければならないため、間が空いてしまう。

## 柔道の足払い
柔道では、投技の足技に分類される。
出足払
相手の前足を払って投げる。
応用で、大外刈、払腰、足車に近い形で、真横から足の外側で相手の足首を払う逆足払（逆足払い）もある。
送足払
相手を横に引きずりながら、足を払って投げる。
払釣込足
相手を釣り上げて、足を払って投げる。
支釣込足
相手を支えて、自分の足を支点にして、躓かせる様に足を払って投げる。
燕返
足払い系の技、もしくは、小外系の技の返し技。
相手が足払い系の技か小外系の技をかわして、逆に足払い（出足払）を掛けて投げる。

### 類似の技
小外刈
小外系の技の一種。
自分の足を相手の足の後ろ（ほとんどの場合、ふくらはぎかアキレス腱の裏）に、横から入れ込み、後ろから刈る様にして投げる。
小外掛
こちらも、小外系の技の一種。
自分の足を相手の足の後ろに、縦に踏み込んで、引っ掛ける様にして相手を倒す様にして投げる。
横掛
足払いで足を払うと同時に自分も横に倒れこんで投げる技。
浮技
正面から向き合って立った状態から、相手の足首に自分の足首を掛けて、体を横に開きながら倒れこんで投げる技。
横落
正面からスライディングして、相手の足首の外側に足を掛け、そのまま横に倒れこんで投げる技。

## 相撲の足払い
相撲の決まり手の足払いである。
蹴返し
土俵上の攻防の中で相手の足を蹴り（払い）、相手を倒す技。
柔道の出足払と小内刈を合わせた様な形となる。
蹴手繰りとは、技を掛けるタイミングが異なる。
蹴手繰り
立合いの際に相手の足を蹴り、相手を倒す技。
蹴返しとは、技を掛けるタイミングが異なり、こちらも、柔道の出足払と小内刈を合わせた様な形となる。
二枚蹴り
相手を吊りながら、足の裏で相手の足の外側を蹴り、蹴った足のほうに倒す技。
柔道の支釣込足に相当する。
裾払い
出し投げを打った際、相手が踏み出した右（左）足の足首を左（右）足で払って後ろ向きに倒す技。
柔道の出足払、送足払にあたる。

### 類似の技
切り返し
自身の左（右）足を相手の右（左）の外側から出すようにして相手の膝の裏側に自身の膝を当て、相手を後方に倒す技。
相手の膝裏を自身の内股に乗せるようにしてテコの原理で倒す型も存在する。
半身ないし背部を相手に預ける姿勢を取っている場合、外掛けが切り返しと判定されやすい。
柔道の小外刈に相当する技である。
外掛け
片足を相手の足の外側から掛け、重心を崩して倒す。
柔道の小外掛にあたる技である。
柔道でも、小外系の技を仕掛ける時に、これらの技の応用を用いる事がある。